# Winnsboro, South Carolina
Winnsboro är administrativ huvudort i Fairfield County i den amerikanska delstaten South Carolina. Winnsboro grundades år 1785 och fick sitt namn efter Richard Winn som hade utmärkt sig i amerikanska frihetskriget.